# Cantharellula umbonata
Cantharellula umbonata là một loài nấm ăn được trong chi Cantharellula bản địa Bắc Mỹ. Nó có mối liên hệ với rêu Polytrichum và trái cây trong mùa hè và mùa thu.